# Gokdalsan
Gokdalsan (koreanska: 곡달산) är ett berg i Sydkorea.   Det ligger i provinsen Gyeonggi, i den norra delen av landet, 40 km öster om huvudstaden Seoul. Toppen på Gokdalsan är 584 meter över havet, eller 327 meter över den omgivande terrängen. Bredden vid basen är 2,5 km.
Terrängen runt Gokdalsan är huvudsakligen kuperad. Runt Gokdalsan är det ganska glesbefolkat, med 47 invånare per kvadratkilometer. Närmaste större samhälle är Hwado, 14,0 km väster om Gokdalsan. I omgivningarna runt Gokdalsan växer i huvudsak blandskog.